# János Rózsa

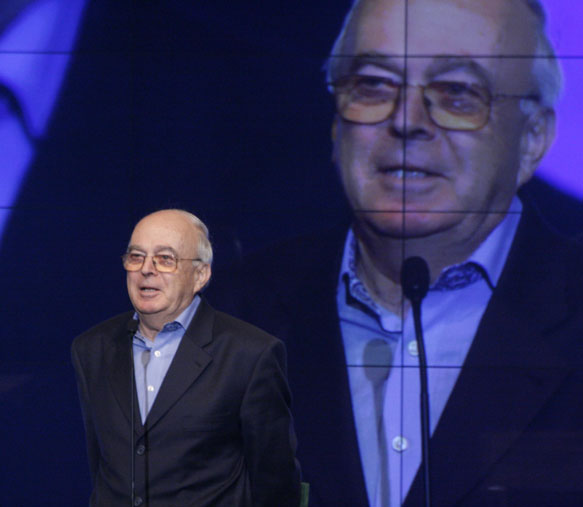
János Rózsa, 2019

János Rózsa (* 19. Oktober 1937 in Budapest) ist ein ungarischer Filmregisseur, Filmeditor, Drehbuchautor und Filmproduzent.

## Leben und Werk
Rózsa gehörte mit István Szabó zu der Gruppe junger ungarischer Studenten, die zur selben Zeit an der Budapester Theater- und Filmhochschule bei Félix Máriássy (1942–1974) studiert haben und die ihre ersten Filme in dem innovativen Budapester Balázs Béla Studio starten konnten. Zu ihnen gehörten neben Szabó auch Giörgy Baron, Gábor Bódy, Judit Elek, Gyula Gazdag,  Zoltán Huszárik, Elemér Ragályi und Sándor Sára.
Während des Studiums drehte Szabó mit János Rózsa als Editor u. a. seinen Kurzfilm Té/You, der 1963 in Cannes mit einer special mention ausgezeichnet wurde.
Auch an Szabós Film Vater (1966), der in Locarno den Spezialpreis und in Moskau den Grand Prix erhielt, war er als Editor beteiligt. Seit dieser Zeit war Rózsa bis 2014 in unterschiedlichen Funktionen an weiteren Szabó-Filmen beteiligt, das letzte Mal in Rokonok als Produzent.
Seinen ersten Spielfilm, Grimaces, eine Komödie über den Schulbeginn eines sechsjährigen Jungen, drehte er zusammen mit Ferenc Kardos. Der Film wurde 1966 in Cannes während der Kritikerwoche vorgestellt und ist der erste einer Serie, in denen Rózsa die Probleme von Kindern und Jugendlichen thematisiert. In seiner Karriere als Filmregisseur hat er seit 1961 in 21 Filmen Regie geführt.
Nach einer langen Vorbereitungsphase, in der er mit Kardos das Drehbuch entwickelte, drehte er 1980 die Sonntagseltern, einen Film, der in Montreal mit zwei Preisen ausgezeichnet wurde.
1987 lief sein Film Love, Mother am 15. Moskauer Internationalen Filmfestival, wo Dorottya Udvaros den Preis als beste Hauptdarstellerin gewann.
János Rózsa ist mit der Schauspielerin und Sängerin Judit Halász (* 1942) verheiratet.

## Filmografie
- 1963: Té/You, Kurzfilm,  Editor, Regie: István Szabó
- 1973: Feuerwehrgasse 25, Editor, Regie: István Szabó
- 1974: Die Jugend eines Träumers, Drehbuch und Regie
- 1977: Spinnenfußball, Drehbuch und Regie
- 1977: Budapester Legende, Editor, Regie: István Szabó
- 1979: Sonntagseltern, Regie
- 1981: Maskottchen, Regie
- 1981: Mephisto, Script, Regie: István Szabó
- 1984: Hexensabbat, Regie
- 1987: Küßchen, Mutti (Csók, Anyu!), Regie
- 1991: Félálom, Regie
- 2001: Sommer Love, Regie: Barış Pirhasan; Produzent
- 2003: From Europe to Europe; Produzent[4]
- 2003: Rinaldo, Regie: Tamás Toth; Produzent
- 2003: The Encounter, Regie: Ömer Kavur; Produzent
- 2006: Rokonok, Regie: István Szabó; Produzent
- 2008: Geliebte Clara, Regie: Helma Sanders-Brahms; Co-Produzent